# Dinotrema
Dinotrema är ett släkte av steklar som beskrevs av Förster 1862. Dinotrema ingår i familjen bracksteklar.

## Dottertaxa tillDinotrema, i alfabetisk ordning[1][2]
- Dinotrema abditivum
- Dinotrema abjectum
- Dinotrema abnorme
- Dinotrema absimile
- Dinotrema accessorium
- Dinotrema adzharicum
- Dinotrema aemulum
- Dinotrema aenigma
- Dinotrema aequabile
- Dinotrema aequale
- Dinotrema aestivum
- Dinotrema aestuosum
- Dinotrema agnitum
- Dinotrema alakolense
- Dinotrema albicoxa
- Dinotrema alboacutum
- Dinotrema alienum
- Dinotrema alitum
- Dinotrema allictum
- Dinotrema aluum
- Dinotrema amandum
- Dinotrema ambiguum
- Dinotrema amoenidens
- Dinotrema amoepilosum
- Dinotrema amplisignatum
- Dinotrema angustidens
- Dinotrema angustitempus
- Dinotrema appellator
- Dinotrema applicatum
- Dinotrema apudnaevium
- Dinotrema aquilum
- Dinotrema aquitabile
- Dinotrema arenarium
- Dinotrema arenosum
- Dinotrema areolatum
- Dinotrema aureliae
- Dinotrema bakeri
- Dinotrema barbarum
- Dinotrema bebium
- Dinotrema bellatrix
- Dinotrema bellatulum
- Dinotrema bellax
- Dinotrema bengalense
- Dinotrema bhutanense
- Dinotrema bicoloreum
- Dinotrema borzhomii
- Dinotrema bovefemora
- Dinotrema brevicorne
- Dinotrema brevimeres
- Dinotrema brevissimicorne
- Dinotrema brevisulcus
- Dinotrema breviterebra
- Dinotrema cachectes
- Dinotrema caductum
- Dinotrema caecillum
- Dinotrema caecum
- Dinotrema caelium
- Dinotrema caesonium
- Dinotrema callidium
- Dinotrema callidum
- Dinotrema callinicum
- Dinotrema calliope
- Dinotrema calpurinum
- Dinotrema calvisum
- Dinotrema calvum
- Dinotrema camena
- Dinotrema campense
- Dinotrema campester
- Dinotrema caninium
- Dinotrema canissum
- Dinotrema captator
- Dinotrema captiosum
- Dinotrema carinatum
- Dinotrema carnifex
- Dinotrema carnivorum
- Dinotrema carum
- Dinotrema cassium
- Dinotrema cassum
- Dinotrema castaneithorax
- Dinotrema castaneum
- Dinotrema castum
- Dinotrema casuale
- Dinotrema catharinae
- Dinotrema cato
- Dinotrema catonians
- Dinotrema caudatum
- Dinotrema cautulum
- Dinotrema censor
- Dinotrema cercator
- Dinotrema cerinum
- Dinotrema cerium
- Dinotrema certum
- Dinotrema cinna
- Dinotrema circutum
- Dinotrema cladium
- Dinotrema clandestinum
- Dinotrema clarimembre
- Dinotrema clodia
- Dinotrema cluentum
- Dinotrema coactum
- Dinotrema coecium
- Dinotrema comes
- Dinotrema commovens
- Dinotrema compar
- Dinotrema comptum
- Dinotrema concinnatum
- Dinotrema concinnum
- Dinotrema conexium
- Dinotrema confessum
- Dinotrema congruum
- Dinotrema conjunctum
- Dinotrema connexivum
- Dinotrema connexum
- Dinotrema consors
- Dinotrema conspectum
- Dinotrema conspicuum
- Dinotrema constrictum
- Dinotrema consuetum
- Dinotrema contracticorne
- Dinotrema costulatum
- Dinotrema cratocera
- Dinotrema cruciatum
- Dinotrema cruciformis
- Dinotrema crux
- Dinotrema curabile
- Dinotrema curiatum
- Dinotrema curiosulum
- Dinotrema curiosum
- Dinotrema curitabele
- Dinotrema curium
- Dinotrema cursor
- Dinotrema curtium
- Dinotrema curvicauda
- Dinotrema cybele
- Dinotrema cylon
- Dinotrema cylonium
- Dinotrema dentatum
- Dinotrema denticulatum
- Dinotrema dentifemur
- Dinotrema dentipraesens
- Dinotrema digitatum
- Dinotrema dimidiatum
- Dinotrema dimorpha
- Dinotrema divisum
- Dinotrema dreisbachi
- Dinotrema erectum
- Dinotrema erythropum
- Dinotrema falsificum
- Dinotrema firmidens
- Dinotrema flagelliforme
- Dinotrema flaviantenna
- Dinotrema fulvicorne
- Dinotrema fungicola
- Dinotrema georgicum
- Dinotrema glabratum
- Dinotrema glabrum
- Dinotrema gradatim
- Dinotrema gullanae
- Dinotrema hardyi
- Dinotrema hebescum
- Dinotrema himachali
- Dinotrema hodisense
- Dinotrema incarinatum
- Dinotrema insidiatrix
- Dinotrema insigne
- Dinotrema insulare
- Dinotrema interjactum
- Dinotrema intuendum
- Dinotrema irekabi
- Dinotrema isosoma
- Dinotrema kamtshaticum
- Dinotrema kaszabi
- Dinotrema kemneri
- Dinotrema kempei
- Dinotrema latifemur
- Dinotrema latitempus
- Dinotrema latitergum
- Dinotrema leptocauda
- Dinotrema lineola
- Dinotrema lineolum
- Dinotrema longicauda
- Dinotrema longisoma
- Dinotrema longiventre
- Dinotrema longus
- Dinotrema lugaense
- Dinotrema macrocera
- Dinotrema macrura
- Dinotrema macrurum
- Dinotrema magnum
- Dinotrema mananae
- Dinotrema mantasp
- Dinotrema marshi
- Dinotrema matridigna
- Dinotrema mediocorne
- Dinotrema mesocaudatum
- Dinotrema microcera
- Dinotrema microsoma
- Dinotrema minicamena
- Dinotrema minutum
- Dinotrema monstrconnexum
- Dinotrema monstrosum
- Dinotrema multiarticulatum
- Dinotrema naevium
- Dinotrema necrassicosta
- Dinotrema necrophilum
- Dinotrema nervosa
- Dinotrema nervosum
- Dinotrema nigricorne
- Dinotrema nigrum
- Dinotrema notaulicum
- Dinotrema novacula
- Dinotrema occipitale
- Dinotrema oleraceum
- Dinotrema orientale
- Dinotrema ovalisignum
- Dinotrema pachysemoides
- Dinotrema parvimaxillatum
- Dinotrema paucicrenis
- Dinotrema pembum
- Dinotrema phoridarum
- Dinotrema pilosulum
- Dinotrema pratense
- Dinotrema propelamur
- Dinotrema propodeale
- Dinotrema propomella
- Dinotrema pullum
- Dinotrema pusillum
- Dinotrema quadridentatum
- Dinotrema reductidens
- Dinotrema remotum
- Dinotrema rieki
- Dinotrema rotatum
- Dinotrema rufitinctum
- Dinotrema sagittatum
- Dinotrema sandaracum
- Dinotrema sauricum
- Dinotrema schoenmanni
- Dinotrema sedlaceki
- Dinotrema semengoense
- Dinotrema semicompressum
- Dinotrema senex
- Dinotrema sergeji
- Dinotrema sessile
- Dinotrema significarium
- Dinotrema signifrons
- Dinotrema sinecarina
- Dinotrema sochareolatum
- Dinotrema sochiense
- Dinotrema soror
- Dinotrema spasski
- Dinotrema speciosum
- Dinotrema speculum
- Dinotrema sphaerimembre
- Dinotrema spitzzickense
- Dinotrema stenostigma
- Dinotrema sternaulicum
- Dinotrema stigmaticum
- Dinotrema storozhevae
- Dinotrema subbebium
- Dinotrema subcaesum
- Dinotrema subcalamitosum
- Dinotrema subcallidium
- Dinotrema subcamena
- Dinotrema subcladium
- Dinotrema subconnexum
- Dinotrema subconsuetum
- Dinotrema subcrassicosta
- Dinotrema subcubicum
- Dinotrema subcuriosum
- Dinotrema subcurium
- Dinotrema subinsulare
- Dinotrema suboleraceum
- Dinotrema subtauricum
- Dinotrema suprapunctis
- Dinotrema sylvaticum
- Dinotrema sylvestre
- Dinotrema tarbagataicum
- Dinotrema tauricum
- Dinotrema tenuicorne
- Dinotrema tobiasi
- Dinotrema toleratum
- Dinotrema tosgonii
- Dinotrema transitum
- Dinotrema tricarinae
- Dinotrema tricoloratum
- Dinotrema tuber
- Dinotrema tuberculatum
- Dinotrema ussuricum
- Dinotrema ussuriense
- Dinotrema varimembris
- Dinotrema varipes
- Dinotrema waterhousei
- Dinotrema vesparum
- Dinotrema vituperatum
- Dinotrema vulnerator
- Dinotrema yasumatsui
- Dinotrema zaisanicum